# Decauville-Bahn Charlesville–Makumbi
| Güterzug mit einer Decauville-Lokomotive                                                                             |                     |                                  |                                  |
| Streckenverlauf (1926–1955)                                                                                          |                     |                                  |                                  |
| Streckenlänge: | 67 km               |                                  |                                  |
| Spurweite: | 600 mm (Schmalspur) |                                  |                                  |
| |                     |                                  |                                  |
| \| \| 0 \| Charlesville (heute: Djokupunda) \| Charlesville (heute: Djokupunda) \| \| \| 67 \| Makumbi \| Makumbi \| |                     |                                  |                                  |
| Kopfbahnhof Streckenanfang (Strecke außer Betrieb)                                                                   | 0                   | Charlesville (heute: Djokupunda) | Charlesville (heute: Djokupunda) |
| Kopfbahnhof Streckenende (Strecke außer Betrieb)                                                                     | 67                  | Makumbi                          | Makumbi                          |

Die Decauville-Bahn Charlesville–Makumbi war eine 67 Kilometer lange Werks-Schmalspurbahn mit einer Spurweite von 600 mm, die von 1926 bis 1955 an den Stromschnellen des Flusses Kasai zwischen Charlesville (heute: Djokupunda) und Makumbi in Belgisch-Kongo, der heutigen Demokratischen Republik Kongo, betrieben wurde.

## Streckenverlauf
Obwohl der Anfangs- und Endbahnhof beide am Fluss Kasai liegen, verlief die Strecke nicht entlang dessen Ufers, sondern L-förmig weiter östlich entlang der heutigen Straße RP706.

## Geschichte

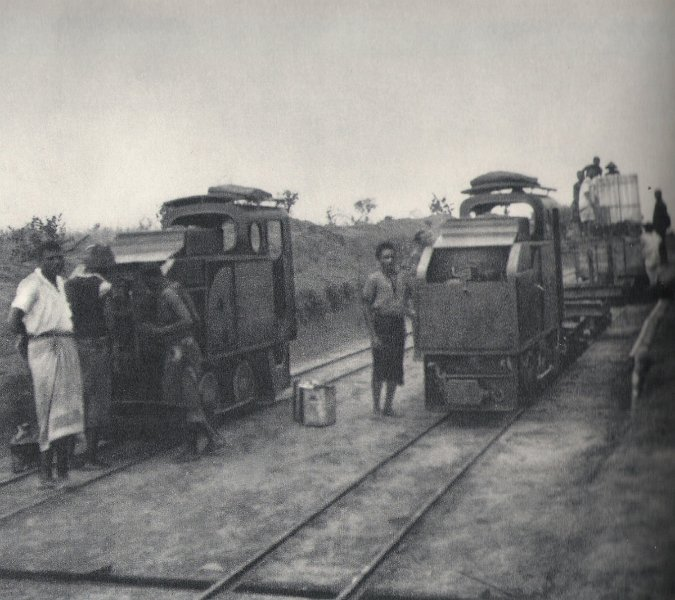
Die im Oktober 1926 eingeführten Lokomotiven mit Verbrennungsmotor

Die Bergbaugesellschaft Forminière betrieb die von ihr von Mai 1923 bis Oktober 1926 gebaute Schmalspurbahn von 1926 bis 1955. Dafür setzte sie moderne Deutz/Oberursel-Lokomotiven mit Verbrennungsmotor ein. Sie waren wohl mit robusten Einzylinder-Benzolmotoren der Bauart ML322 oder Vorkammer-Dieselmotoren mit Verdampfungskühlung der Bauart MAH322 ausgerüstet.
Forminière war ein 1906 von Jean Jadot gegründetes Forst- und Bergbauunternehmen (Société internationale forestière et minière du Congo), das 1913 mit dem Diamantenabbau in Kasai begann. In seiner Blütezeit war Forminière im Gold- und Silberbergbau, im Baumwoll-, Palm- und Gummianbau, in der Landwirtschaft, im Sägewerksbau und sogar in eigenen Geschäften tätig. Der belgische Kolonialstaat war zu 50 % am Kapital des Unternehmens beteiligt, der Rest wurde mehrheitlich von amerikanischen Aktionären gehalten. Während ihrer gesamten Existenz, von 1913 bis 1961, hatte Forminière ein Monopol in Kasai. 1959 stieg die Diamantenproduktion von Forminière auf 425.234 Karat an.
Der Bahnbetrieb wurde 1955 eingestellt, und die Diamantenminen wurden 1960 nach der Unabhängigkeit des Kongo und den Unruhen in der Region 1960 geschlossen.